# Броган, Мишель
Мишель Кэтлин Броган (англ. Michelle Kathleen Brogan; в замужестве Гриффитс (англ. Griffiths); род. 8 февраля 1973 года в Аделаиде, Южная Австралия, Австралия) — австралийская профессиональная баскетболистка, выступавшая в женской национальной баскетбольной ассоциации и женской национальной баскетбольной лиге. Не выставляла свою кандидатуру на драфт ВНБА 1998 года, однако ещё до начала очередного сезона ВНБА заключила договор с командой «Финикс Меркури». Играла на позиции лёгкого форварда.
В составе национальной сборной Австралии она выиграла бронзовые медали Олимпийских игр 1996 года в Атланте и серебряные медали Олимпийских игр 2000 года в Сиднее, а также стала бронзовым призёром чемпионата мира 1998 года в Германии и чемпионата мира 2002 года в Китае, плюс заняла четвёртое место на домашнем чемпионата мира 1994 года.

## Ранние годы
Мишель Броган родилась 8 февраля 1973 года в городе Аделаида (штат Южная Австралия), у неё есть младший брат, Дин, который выступал в Национальной баскетбольной лиге и Австралийской футбольной лиге.